# Koch Industries
Koch Industries, Inc. /koʊk/ là một tập đoàn đa quốc gia của Mỹ có trụ sở tại Wichita, Kansas. Các công ty con của tập đoàn tham gia vào việc sản xuất, tinh chế và phân phối xăng dầu, hóa chất, năng lượng, sợi, chất trung gian và polyme, khoáng sản, phân bón, bột giấy và giấy, thiết bị công nghệ hóa học, trang trại, tài chính, kinh doanh hàng hóa và đầu tư. Koch sở hữu Invista, Georgia-Pacific, Molex, Flint Hills Resources, Đường ống Koch, Phân bón Koch, Khoáng sản Koch, Công ty gia súc Matador và Công nghiệp bảo vệ. Công ty sử dụng 120.000 lao động tại 60 quốc gia, với khoảng một nửa hoạt động kinh doanh tại Hoa Kỳ. Công ty là chủ đất lớn nhất của  Athabasca oil sands.
Với doanh thu hàng năm là 110 tỷ đô la, là công ty tư nhân lớn thứ hai tại Hoa Kỳ sau Cargill. Năm 2007, nó được xếp hạng là công ty tư nhân lớn nhất. Nếu Koch Industries là một công ty đại chúng vào năm 2013, nó sẽ xếp thứ 17 trong Fortune 500.
Công ty được thành lập bởi  Fred C. Koch, vào năm 1940 sau khi ông sáng tạo một quy trình lọc dầu thô. Fred C. Koch qua đời năm 1967 và mối quan tâm lớn của ông đối với công ty đã được chia cho bốn người con trai của ông. Vào tháng 6 năm 1983, sau một cuộc chiến pháp lý, các cổ phần của Frederick R. Koch và William "Bill" Koch đã được mua lại với giá 1,1 tỷ đô la và Charles Koch và David Koch trở thành chủ sở hữu đa số trong công ty. Charles và David Koch mỗi người sở hữu 42% công ty; tin tưởng vào lợi ích của Elaine Tettemer Marshall, con dâu của J. Howard Marshall và Anna Nicole Smith, và các con của cô, Preston Marshall và E. Pierce Marshall Jr., sở hữu 16% công ty.

## Các công ty con

### Arteva Europe S.a.r.l
Arteva Europe là một "ngân hàng nội bộ" có trụ sở chính tại Luxembourg và quản lý dòng tiền tại châu Âu của tập đoàn.  Bị chỉ trích vì khai thác các lỗ hổng thuế doanh nghiệp ở Hoa Kỳ và Châu Âu.

### Flint Hills Resources LP
Flint Hills Resources LP, ban đầu được gọi là Tập đoàn Dầu khí Koch, là một công ty tinh chế hóa chất lớn có trụ sở tại Wichita, Kansas. Nó bán các sản phẩm như xăng, dầu diesel, nhiên liệu máy bay, ethanol, polymer, hóa chất trung gian, dầu gốc và nhựa đường. Nó vận hành các nhà máy lọc dầu ở sáu tiểu bang. Flint Hills có các nhà máy hóa chất ở Illinois, Texas và Michigan. Công ty cũng là một nhà sản xuất nhựa đường lớn được sử dụng cho các ứng dụng lát và lợp. Nó vận hành 13 nhà ga nhựa đường nằm ở sáu tiểu bang bao gồm Alaska (2 nhà ga), Wisconsin (2), Iowa (3), Minnesota (4), Nebraska (1) và North Dakota (1). Công ty quản lý việc mua dầu thô trong nước từ các văn phòng Texas và Colorado, có bốn nhà máy ethanol trên khắp Iowa, vận hành ba nhà máy lọc dầu ở Alaska, Texas và Minnesota và có một nhà máy lọc dầu ở Alaska. Nhà máy lọc dầu ở Minnesota có thể xử lý 392.000 thùng (62.300 m3)     dầu thô một ngày, phần lớn đến từ Alberta, Canada và xử lý một phần tư tất cả dầu thô cát của Canada vào Mỹ  Nó cũng vận hành các trạm nhiên liệu ở Wisconsin (4 địa điểm), Texas (6), và mỗi người một người ở Iowa và Minnesota.
Vào ngày 16 tháng 7 năm 2014, Flint Hills Resources đã mua lại PetroLogistic, một nhà sản xuất propylene loại hóa chất và polymer có trụ sở tại Houston.

### Georgia-Pacific
Georgia-Pacific là một công ty giấy và bột giấy sản xuất nhiều loại sản phẩm gia dụng với thương hiệu Brawny, Angel Soft, Mardi Gras, quilted Northern, Dixie, Sparkle và Vanity Fair. Công ty có trụ sở tại Atlanta có hoạt động tại 27 tiểu bang.

### Guardian Industries
Guardian Industries là nhà sản xuất công nghiệp các sản phẩm thủy tinh, ô tô và xây dựng có trụ sở tại Pontiac, Michigan. Công ty sản xuất kính nổi, các sản phẩm thủy tinh chế tạo, vật liệu cách nhiệt bằng sợi thủy tinh và vật liệu xây dựng cho các ứng dụng thương mại, dân dụng và ô tô. Công ty có hơn 18.000 lao đọng và có các hoạt động hiện diện ở Bắc và Nam Mỹ, Châu Âu, Châu Á, Châu Phi và Trung Đông.

### InvISTA
Được mua lại từ DuPont, INVISTA là một công ty sản xuất polymer và sợi tạo ra thảm "Stainmaster" và sợi "Lycra", cùng với các sản phẩm khác.

### Koch Ag & Energy Solutions
Koch Ag & Energy Solutions, LLC và các công ty con, trong đó có Công ty Phân bón Koch, LLC, Dịch vụ nông học Koch, LLC, Koch Energy Services, LLC và Koch Methanol, LLC, toàn cầu cung cấp sản phẩm bao gồm cả phân bón cũng như các sản phẩm và công nghệ hiệu quả nâng cao khác cho thị trường năng lượng và hóa học.
Công ty Phân bón Koch, LLC, là một trong những nhà sản xuất phân bón đạm lớn nhất thế giới. Phân bón Koch sở hữu hoặc có cổ phần trong các nhà máy phân bón ở Hoa Kỳ, Canada, Trinidad và Tobago, Venezuela và Ý, trong số những người khác.

### Tập đoàn công nghệ hóa học Koch
Tập đoàn công nghệ hóa học Koch thiết kế, sản xuất, lắp đặt và quy trình dịch vụ và thiết bị kiểm soát ô nhiễm, thiết bị lọc và khử mặn nước, và cung cấp dịch vụ kỹ thuật cho các ứng dụng công nghiệp và đô thị khác nhau trên thế giới.

### Koch-Glitsch
Các kỹ sư của Koch-Glitsch chuyển giao hàng loạt và thiết bị loại bỏ sương mù cho các nhà máy lọc dầu và nhà máy hóa chất trên khắp thế giới.

#### Nhà máy chế biến Eta
Eta là nhà cung cấp hàng đầu các nhà máy khử khí trên toàn thế giới, với hơn 400 nhà máy trên toàn thế giới..

#### Koch Modular Process Systems
Koch Modular Process Systems chuyên về các hệ thống chuyển khối lớn. Các ứng dụng điển hình cho các hệ thống này bao gồm tinh chế hóa học, thu hồi dung môi.

### Công ty Khoáng sản Koch
Koch Minerals, LLC thông qua các công ty con, là một trong những nhà quản lý khoáng sản lớn nhất thế giới, và cũng tham gia vào hoạt động thăm dò và khai thác dầu khí, sản xuất các sản phẩm mỏ dầu, đầu tư vào thép và các thị trường khác.

### Công ty đường ống Koch LP
Công ty Koch Pipeline LP, công ty sở hữu và điều hành 4,000 dặm (6,437 km)   đường ống được sử dụng để vận chuyển dầu, chất lỏng khí tự nhiên và hóa chất. Các đường ống của nó được đặt trên khắp Wisconsin, Minnesota, Texas, Missouri, Iowa, Oklahoma, Louisiana và Alberta, Canada. Công ty điều hành các văn phòng ở Wichita, Kansas, St. Paul, Minnesota và Corpus Christi, Texas.

### Koch Supply & Trading
Koch Supply & Trading kinh doanh dầu thô, các sản phẩm dầu mỏ tinh chế, chất lỏng khí, khí tự nhiên, khí tự nhiên hóa lỏng, năng lượng, năng lượng tái tạo, khí thải và kim loại.

### Công ty gia súc Matador
\ Công ty Gia súc Matador vận hành ba trang trại với tổng 425,000 mẫu Anh (1,71991 km2)     nằm ở Beaverhead, Montana; Matador, Texas; và Flint Hills ở phía đông Kansas. Có hơn 15.000 đầu gia súc được nuôi trên các trang trại.

### Molex
Molex sản xuất cổng kết nối chuyên dụng và cảm biến cho các thiết bị sử dụng trong truyền dữ liệu, viễn thông, ứng dụng công nghiệp, năng lượng mặt trời, thiết bị điện tử ô tô, xe thương mại, hàng không vũ trụ và quốc phòng, y tế, và ánh sáng trạng thái rắn.